# BE-BOP-HIGHSCHOOL (1994年の映画)
『BE-BOP-HIGHSCHOOL』（ビー・バップ・ハイスクール）は、1994年に同名漫画を、Vシネマ「カルロス」で監督デビューした原作者のきうちかずひろ自身が監督した映画。
「新しい物を作る」というきうちの意向により、原作とはあえて設定やストーリーを大幅に改変。「反社会的な無法者」としての不良たちの抗争をシリアスに描いた陰惨で重苦しいシナリオ、リアルかつ不気味な登場人物、さらに残酷かつ過激な暴力シーンで彩られた作品となった。同時上映は『今日から俺は!!』。
本篇のDVDがアニメ版と同日の2008年3月21日発売。

## ストーリー
ガチャピンこと梶谷率いる天保工業の不良集団が愛徳周辺への侵攻を開始し、捕らえられたヒロシが重傷を負う。トオルは立花商業や北高をはじめとする近隣校との同盟組織「JBグループ」を結成し、天保工業に戦いを挑むが……。

## キャスト
- 中間 徹 - 岸本祐二
- 加藤 浩志 - 庄司哲郎
- 日高 ミユキ - 花塚いづみ
- 菊永 淳一 - 家根本渉
- 郷 ミノル - 川守田政人
- 梶谷 一 - 宮崎光倫
- 朴 - 山崎りょう
- 兼子 信雄 - 中島義実
- 喫茶店店主 - 山西道広
- 羽田先生 - 成瀬正孝
- 山村先生 - 竹中直人

## スタッフ
- 原作・監督 - きうちかずひろ
- 製作 - 渡邊亮徳
- 企画 - 黒澤満
- プロデューサー - 紫垣達郎
- 企画協力 - 高橋尚子
- 脚本 - 木内一雅
- 撮影 - 仙元誠三
- 照明 - 渡辺三雄
- 録音 - 曽我薫
- 美術 - 今村力、岡村匡一
- 編集 - 田中修
- 記録 - 勝原繁子
- キャスティング - 飯塚滋
- 俳優担当 - 河合啓一
- 助監督 - 鳥井邦男
- 製作主任 - 金子哲男
- 製作担当 - 望月政雄
- 音楽 - 大谷和夫
- 音楽監督 - 鈴木清司
- 音楽プロデューサー - 高桑忠男
- 主題歌 - ジェームス藤木「気分はSUPER TOUGH」「BE A GOOD BOY」
- 音響効果 - 福島音響
- 技斗 - 二家本辰巳
- カー・スタント - TA・KA
- 製作宣伝 - 里登志幸
- プロデューサー補 - 長谷部晋作
- 製作協力 - セントラル・アーツ
- 製作 - 東映、東映ビデオ、講談社、セガ・エンタープライゼス、愛徳商事